# 丰特斯德纳瓦
丰特斯德纳瓦，是西班牙卡斯蒂利亚-莱昂帕伦西亚省的一个市镇。 总面积61平方公里，总人口792人（2001年），人口密度13人/平方公里。